# Masaki Kashiwara
Masaki Kashiwara (jap. 柏原 正樹 Kashiwara Masaki; ur. 30 stycznia 1947 w  Yūki w prefekturze Ibaraki) – japoński matematyk. Główne dziedziny jego pracy to analiza algebraiczna, analiza mikrolokalna, teoria D-modułów, teoria Hodge'a, teoria snopów. Laureat Nagrody Kioto w dziedzinie nauk podstawowych. Otrzymał też Nagrodę Abela za 2025.

## Życiorys
Urodził się w Yūki w prefekturze Ibaraki w 1947 roku. W 1971 roku uzyskał tytuł magistra matematyki na Uniwersytecie Tokijskim, zaś w 1974 roku na Kyoto University zdobył doktorat pod okiem Mikio Satō, twórcy algebry analitycznej. Od 1974 do 1977 był profesorem nadzyczajnym na Uniwersytecie w Nagoi, zaś od 1978 do 1984 obejmował to samo stanowisko w Instytucie Badawczym Nauk Matematycznych (ang. Research Institute for Mathematical Science/RIMS) na Kyoto University. W latach 1984–2010 pełnił tam funkcję profesora, a w okresach 2001-2003 i 2007-2009 był dyrektorem instytutu. Od 2010 jest emerytowanym profesorem Uniwersytetu w Kioto i profesorem projektu w ramach RIMS.  
W 2025 otrzymał Nagrodę Abela za „fundamentalny wkład w analizę algebraiczną i teorię reprezentacji, w szczególności za rozwój teorii D-modułów i odkrycie baz krystalicznych".

## Wybrane publikacje
- Masaki Kashiwara, Takahiro Kawai, Seminar on micro-local analysis, Princeton, N.J.: Princeton University Press, 1979, ISBN 0-691-08228-6 [dostęp 2019-11-01] (ang.). Brak numerów stron w książce
- Masaki Kashiwara, Tetsuji Miwa, The τ function of the Kadomtsev-Petviashvili equation transformation groups for soliton equations, I, „Proceedings of the Japan Academy, Series A, Mathematical Sciences”, 57 (7), 1981, s. 342–347, DOI: 10.3792/pjaa.57.342, ISSN 0386-2194 [dostęp 2019-11-01] (ang.).
- Masaki Kashiwara, Systems of microdifferential equations, Boston: Birkhäuser, 1983, ISBN 0-8176-3138-0, OCLC 9758000 [dostęp 2019-11-01] (ang.). Brak numerów stron w książce
- Masaki Kashiwara, Takahiro Kawai, Tatsuo Kimura, Foundations of algebraic analysis, Princeton, N.J.: Princeton University Press, 1986, ISBN 0-691-08413-0, OCLC 13333469 [dostęp 2019-11-01] (ang.). Brak numerów stron w książce
- Masaki Kashiwara, Pierre Schapira, Christian Houzel, Sheaves on manifolds, Berlin: Springer-Verlag, 1990, ISBN 0-387-51861-4, OCLC 22529174 [dostęp 2019-11-01] (ang.). Brak numerów stron w książce
- Mikio Satō, Masaki Kashiwara, Takahiro Kawai, Algebraic analysis : papers dedicated to Professor Mikio Sato on the occasion of his sixtieth birthday, Boston: Academic Press, 1988, ISBN 0-12-400465-2, OCLC 17732928 [dostęp 2019-11-01] (ang.). Brak numerów stron w książce
- Masaki Kashiwara, Topological field theory, primitive forms and related topics, Boston: Birkhauser, 1998, ISBN 0-8176-3975-6, OCLC 38574495 [dostęp 2019-11-01] (ang.). Brak numerów stron w książce
- Masaki Kashiwara, Tetsuji Miwa, Physical combinatorics, Boston: Birkhäuser, 2000, ISBN 978-1-4612-7121-5, OCLC 806180261 [dostęp 2019-11-01] (ang.). Brak numerów stron w książce
- Barry M McCoy, Masaki Kashiwara, Tetsuji Miwa, MathPhys odyssey 2001 : integrable models and beyond : in honor of Barry M. McCoy, Boston: Birkhäuser, 2002, ISBN 0-8176-4260-9, OCLC 48851353 [dostęp 2019-11-01] (ang.). Brak numerów stron w książce
- Masaki Kashiwara, D-modules and microlocal calculus, Providence, R.I.: American Mathematical Society, 2003, ISBN 0-8218-2766-9, OCLC 50773693 [dostęp 2019-11-01] (ang.). Brak numerów stron w książce
- Masaki Kashiwara, Pierre Schapira, Categories and sheaves, Berlin: Springer, 2006, ISBN 978-3-540-27950-1, OCLC 262692091 [dostęp 2019-11-01] (ang.). Brak numerów stron w książce

## Nagrody i wyróżnienia
- 1981 Iyanaga Prize[3]
- 1988 Nagroda Asahi[5]
- 1988 Japan Academy Prize (日本学士院賞))[3]
- 2008 Fujihara Award[3]
- 2018 Chern Medal Award[2]
- 2018 Nagroda Kioto[3]
- 2025 Nagroda Abela[4]

## Członkostwo w organizacjach naukowych
- 2002 Francuska Akademia Nauk[6]
- 2007 The Japan Academy[7]